# سعدالمطر
اتا پگاسوس یک ستاره است که در صورت فلکی اسب بالدار قرار دارد.